# Fria staden Frankfurt
Fria staden Frankfurt (tyska: Freie Stadt Frankfurt) var en riksstad omfattande nuvarande Frankfurt am Main i det Tysk-romerska riket åren 1372–1806 och 1816–1866.

## Bakgrund
Efter fördraget i Verdun (843) blev Frankfurt det östfrankiska rikets eller Tysklands huvudstad. Stadens anseende tilltog, då den efter Fredrik Barbarossas val där (1152) blev den ort, där de tysk-romerska kungarna valdes, vilket dock blev bestämt lagligt först 1356 genom "Gyllene bullan". Dess självständighet tog sin början 1245, då det blev en fri riksstad och den kejserliga fogdevärdigheten därstädes avskaffades.
1530 infördes reformationen, men katolicismen avskaffades inte helt och hållet, och stadens råd, fastän protestantiskt, sökte att så mycket som möjligt inta en neutral ställning mellan religionspartierna, för att inte stöta sig med kejsaren. Därför hölls ofta konvent därstädes mellan de protestantiska furstarna och 1558 en furstedag, på vilken Frankfurt-recessen avslutades.
Från 1562 var Frankfurt kejsarnas kröningsstad. I andra hälften av 1500-talet upptog Frankfurt många religiöst förföljda holländska familjer, vilka i hög grad befordrade stadens företagsamhetsanda och konstskicklighet, samt senare, efter Ediktet i Nantes upphävande (1685), även franska protestanter. Enligt överenskommelse med Frankfurt besatte svenskarna Sachsenhausen i november 1631, samtidigt slöt Gustaf II Adolf förbund med Frankfurt och tillbringade sedan vintermånaderna i staden, där han ock mottog sin gemål.
1681 hölls här en tysk furstekongress riktad mot Frankrike. I sjuåriga kriget besattes staden 2 jan. 1759 av fransmännen under Charles de Rohan Soubise. I de franska revolutionskrigen intogs den av Adam-Philippe de Custine, 23 oktober 1792, och av Jean-Baptiste Kléber, 15 juli 1796. Medan genom riksdeputationens huvudbeslut 1803 nästan alla riksstäder förlorade sin frihet, förblev Frankfurt fri riksstad, men då Rhenförbundet (1806) stiftades, förlorade det sin självständighet och förenades med furstprimas Karl Theodor von Dalbergs stater.
1810 blev Frankfurt huvudstad i det nyskapade storhertigdömet Frankfurt som bildades av riksstaden Frankfurts område, furstendömet Aschaffenburg, grevskapet Wetzlar samt furstendömena Fulda och Hanau med mera och var indelat i fyra departement, Frankfurt, Aschaffenburg, Fulda och Hanau. Vid Tysklands omgestaltning 1815 blev Frankfurt med närmaste omnejd åter en fri stad och 1816 förbundsdagens säte. 3 april 1833 ägde det så kallade Frankfurt-attentatet rum.
Under den tyska revolutionen 1848–1849 var Frankfurt medelpunkten för det politiska livet i Tyskland. 31 mars - 3 april 1848 hade det så kallade förparlamentet sina sammanträden där och 18 maj 1848 - 31 maj 1849 tyska nationalförsamlingen, liksom också tyske riksföreståndaren ärkehertig Johan där hade sitt säte från 12 juli 1848 till 20 dec. 1849. I augusti 1863 hölls där en furstedag, som avhandlade frågan om en reform av Tyska förbundet. 
Då vid preussisk-österrikiska krigets utbrott Fria staden Frankfurt ställde sig fientligt mot Preussen, besattes det 16 juli 1866 av general Eduard Vogel von Falckenstein och införlivades 18 oktober samma år med den preussiska staten, varvid det fick en ny författning.